# Oxira cruda
Oxira cruda är en fjärilsart som beskrevs av Barend J. Lempke 1962. Oxira cruda ingår i släktet Oxira och familjen nattflyn. Inga underarter finns listade i Catalogue of Life.